# Чвари
«Чвари» (фр. La Zizanie) — французький кінофільм 1978 року, режисера Клода Зіді з Луї де Фюнесом у головній ролі.

## Сюжет
Власник фабрики, що виробляє машини для очищення атмосфери CX-22, Гійом Добре-Ляказ (Луї де Фюнес) перебуває на межі банкрутства. Йому необхідно терміново укласти новий вигідний контракт. Він мусить продемонструвати японським бізнесменам ефективність роботи своїх нових супер-машин, тому герой сам же і забруднює атмосферу міста. Після вдалої демонстрації CX-22, і не менш вдалого обіду, йому вдається підписати контракт на купівлю японцями 3,000 машин, які потрібно виготовити протягом 90 днів. Це не тільки врятує його від банкрутства, але й дозволить розширити виробництво. Проте виникає нова проблема — Гійом не може знайти земельної ділянки для розміщення нових виробничих потужностей.
Дружина Гійома — Бернадет (Анні Жирардо) обожнює вирощувати квіти та городину і біля їх будинку має чималу ділянку. Однак вона не погоджується замінити свої квітники на верстати. Тоді Гійом складає свій хитрий план…

## У ролях
- Луї де Фюнес — Гійом Лаказ
- Анні Жирардо — Бернадет Лаказ
- Моріс Ріш — Лімбеціл
- Жульєн Гійомар — доктор Лендрі
- Жак Франсуа — префект

## Нагороди
- 1979: Премія «Золотий екран», Німеччина.